# Adénopathie
Pour les articles homonymes, voir ADP.
 Mise en garde médicale
L'adénopathie (ADP) ou lymphadénopathie désigne l’état pathologique d’un nœud lymphatique, aussi appelé ganglion lymphatique (du grec Adéno Adên, Adenos, « glande »), qui a augmenté de volume (plus d'un centimètre). Le plus souvent, l'adénopathie est d’origine infectieuse ou tumorale.
Les signes cliniques, le bilan biologique, parfois radiologique, les résultats d'une éventuelle biopsie ganglionnaire orientent le diagnostic d'une maladie.

## Physiopathologie
Les ganglions sont des organes de drainage et de filtration de la lymphe provenant d'un territoire anatomique. Ils mettent précocement en contact les antigènes et les lymphocytes, assurant une veille immunitaire permanente.
L'architecture normale du ganglion montre des follicules de lymphocytes B, et des zones interfolliculaires de lymphocytes T, le tout limité par une capsule. La prolifération tumorale remanie totalement cette architecture.
L'hypertrophie ganglionnaire fait suite à :
- une prolifération lymphocytaire réactionnelle due à une stimulation antigénique locale (infectieuse ou tumorale) ou générale (infectieuse ou dysimmunitaire) ;
- une prolifération tumorale primitive du tissu lymphoïde (lymphome hodgkinien ou pas) ;
- une accumulation de cellules pathologiques filtrées par le ganglion (bactéries ou cellules tumorales)[1].

## Éléments paracliniques d'orientation

### Biologie
- La formule leucocytaire peut montrer une lymphocytose voire une hyperlymphocytose, un syndrome mononucléosique, une lymphoblastose ou une polynucléose[2].
- La recherche d'un syndrome inflammatoire est classique[2].
- La cytoponction est simple et permet une orientation diagnostique rapide. Elle permet aussi la culture microbiologique, de la tuberculose par exemple[2].

### Imagerie
Elle permet la recherche des adénopathies profondes, médiastinales, abdominales ou pelviennes inaccessibles à l'examen clinique. On réalisera, dans un premier temps, une radiographie pulmonaire, une échographie abdominale, voire un scanner thoraco-abdomino-pelvien.

### Biopsie ganglionnaire
Ses indications sont développées dans les causes et devraient être élargies. Elles permettent une étude immunohistologique, cytogénétique ou bactériologique.

## Causes

### Hémopathies malignes
a) Maladie de Hodgkin
b) Lymphomes malins non hodgkiniens
c) Leucémie lymphoïde chronique ganglionnaire
d) Leucémies aiguës tumorales
e) Leucémie myéloïde chronique

### Métastases ganglionnaires des cancers solides
Dans le cas où la recherche du cancer primitif est négative, il est inutile de la poursuivre car les adénopathies indiquent une tumeur métastasée. La chimiothérapie sera orientée par le type histologique (épidermolyse, glandulaire ou indifférencié).

Quand on retrouve du tissu thyroïdien et que les explorations de la glande sont négatives, la thyroïdectomie totale est toujours indiquée car l'adénopathie est en relation avec un cancer thyroïdien.

### Infections
Une adénopathie peut participer à la description clinique de certaines infections :
- infection au VIH ;
- tuberculose ganglionnaire ;
- tularémie ;
- brucellose, de diagnostic sérologique ;
- syphilis secondaire, de diagnostic sérologique[3] ;
- certaines rickettsioses (avec TIBOLA (Tick-borne lymphadenopathy) (en)[4]) ;
- maladie des griffes du chat ;
- maladie de Lyme (avec lymphadénopathie induite par l'activation des lymphocytes B[5]) ;
- syndrome pieds-mains-bouche ;
- Covid-19[6].

### Autres causes
Une adénopathie peut avoir une cause non-infectieuse, par exemple :
- sarcoïdose ;
- maladies auto-immunes : lupus érythémateux disséminé et polyarthrite rhumatoïde pour lesquelles il existe d'autres symptômes évocateurs ;
- adénopathies dues à l'hydantoïne. L'arrêt du traitement les fait régresser, il ne doit jamais être réintroduit ;
- à la suite des torticolis et d'une négligence de certaines dents ;
- réaction vaccinale à des adjuvants, ou, si elle n'est pas immédiate, à des composants actifs[7]. De telles réactions axillaires ont été signalées dans le cas des vaccins contre la Covid 19[7].

## Situations
Les adénopathies palpables se situent dans des sites spécifiques :
- régions cervicales (antérieures, postérieures, sous mandibulaires) ;
- régions inguinales (droites et gauches) ;
- régions axillaires ou sus claviculaires (droites et gauches).

## Caractéristiques
- Dures, lignieuses
- Molles, élastiques
- Pénitentes
- Mobiles ou fixées aux plans profonds
- Douloureuses spontanément ou lors de leur palpation.

## Symptômes associés
- Érythème localisé
- Hépatomégalie
- Splénomégalie
- Altération de l'état général.

## Traitement
Le traitement consiste généralement à traiter le trouble initial à l'origine de l'adénopathie. Concernant les effets secondaires vaccinaux, ils peuvent nécessiter un drainage.